# Stazione di Colle Mattia
Stazione di Colle Mattia vasútállomás Olaszországban, Róma településen.

## Vasútvonalak
Az állomást az alábbi vasútvonalak érintik:
- Róma–Cassino–Nápoly-vasútvonal

## Kapcsolódó állomások
A vasútállomáshoz az alábbi állomások vannak a legközelebb:
- Stazione di Colonna Galleria (Stazione di Cassino, FL6)
- Stazione di Tor Vergata (Stazione di Roma Termini, FL6)